# Cratere Nedko
Nedko  è un cratere sulla superficie di Venere.